# Skone
José Miguel Manzano Bazalo, més conegut pel seu pseudònim artístic Skone (Màlaga, 27 de desembre de 1989) és un raper i competidor de batalles de rap espanyol. És bicampió nacional (2016 i 2020) i campió internacional (2020) de la Red Bull Batalla de los Gallos.
José Miguel va descobrir el Hip-hop i el rap a través del graffiti. Públicament va dir “Jo no sabia dibuixar i volia posar-me un malnom. Només em sortien bé la S, la K i la E, i provant i provant combinacions em va sortir SKONE.”
El 2007 va publicar el seu primer disc, “Caso Abierto” amb 5 cançons.
Al 2010 va ser l'únic any que no es va celebrar la Red Bull Batalla de los Gallos, llavors Skone va anar a esdeveniments de menys importància com Cultura Urbana 2010, Torre del Mar. Aquest any es va centrar mes en temes que en batalles. Igual que el 2011 i el 2012. Es desconeix l'activitat en batalles d'aquests dos anys, l'únic lloc en que va assistir va ser a MarBella Rap on només feia shows de freestyle i mostrava els temes. Els temes que va treure erens dins del disc "12UNO Rockerss".

## Palmarès
- #1 Red Bull Batalla de los Gallos Nacional Espanya 2016
- #1 Red Bull Batalla de los Gallos Internacional Perú 2016
- #2 FMS Espanya 2017-2018
- #1 God Level Argentina 1v1 2018
- #3 FMS Espanya 2018-2019
- #1 Red Bull Batalla de los Gallos Nacional Espanya 2020
- #2 Red Bull Batalla de los Gallos Internacional República Dominicana 2020
- #2 Red Bull Batalla de los Gallos Internacional  Xile 2021